# 1149年
| 千纪： | 2千纪 |
| 世纪： | 11世纪 \| 12世纪 \| 13世纪                                                                                                 |
| 年代： | 1110年代 \| 1120年代 \| 1130年代 \| 1140年代 \| 1150年代 \| 1160年代 \| 1170年代                                           |
| 年份： | 1144年 \| 1145年 \| 1146年 \| 1147年 \| 1148年 \| 1149年 \| 1150年 \| 1151年 \| 1152年 \| 1153年 \| 1154年                 |
| 纪年： | 己巳年（蛇年）；西夏天盛元年；金皇統九年，天德元年；西辽咸清六年；南宋紹興十九年；大理大宝元年；越南大定十年；日本久安五年 |

## 大事记
- 第二次十字軍東征結束。
- 蘇茲達爾王公尤里·多爾戈魯基成功從伊賈斯拉夫二世·姆斯季斯拉維奇佔領了基輔，獲得基輔大公的頭銜。

## 逝世
- 悼平皇后，裴滿氏，金熙宗完顏亶皇后。
- 完顏元，金朝宗室大臣，本名常勝。金太祖之孫，完顏宗峻之子，金熙宗的弟弟。
- 完顏查剌，金朝宗室大臣，本名常勝。金太祖之孫，完顏宗峻之子，金熙宗的弟弟。